# Jeremiah Trotter Jr.
Jeremiah Trotter Jr. (Hainesport Township, 24 dicembre 2002) è un giocatore di football americano statunitense che milita nel ruolo di linebacker per i Philadelphia Eagles della National Football League (NFL).

## Carriera universitaria
Trotter si unì ai Clemson Tigers nel gennaio 2021. Nella sua prima stagione disputò 13 partite mettendo a segno 22 tackle e un sack. Prima della sua seconda stagione fu nominato linebacker titolare. Nella settimana 7 fu nominato miglior linebacker dell'Atlantic Coast Conference (ACC) dopo avere messo a segno 13 tackle nella vittoria per 34-28 su Florida State. Chiuse la stagione con 89 tackle, di cui 3,5 con perdita di yard, 6,5 sacks, 2 intercetti e un fumble forzato, venendo inserito nella seconda formazione All-American dall'Associated Press. Nel 2023 totalizzò 88 placcaggi, di cui 15 con perdita di yard, 5,5 sack, 2 intercetti e 2 fumble forzati, venendo inserito nella formazione ideale della ACC.

## Carriera professionistica

### Philadelphia Eagles
Trotter fu scelto nel corso del quinto giro (155º assoluto) del Draft NFL 2024 dai Philadelphia Eagles. Debuttò come professionista nel primo turno subentrando nella vittoria contro i Green Bay Packers per 34-29 alla Corinthias Arena di San Paolo, in Brasile. La sua prima stagione si chiuse con 25 placcaggi, 0,5 sack e un passaggio deviato disputando tutte le 17 partite, di cui una come titolare.

## Palmarès
- Super Bowl : 1

Philadelphia Eagles: LIX
- National Football Conference Championship:1

Philadelphia Eagles: 2024

## Vita privata
È figlio dell'ex linebacker della NFL Jeremiah Trotter. È inoltre cugino dell'ex running back della NFL Terrance Ganaway.